# Périer (métro de Marseille)
Pour les articles homonymes, voir Périer.
La station Périer est une station de la ligne 2 du métro de Marseille.

## Situation
La station se situe Avenue du Prado dans le 8e arrondissement de Marseille, à proximité du quartier et du boulevard éponymes.

## Architecture
La station comporte deux entrées décorées d’un carrelage blanc et beige. La station, quant à elle, a le vert comme couleur dominante sur les panneaux décorant les murs ainsi que sur les bancs d’attente. Les sols, ainsi que les plafonds, sont de couleur noire.

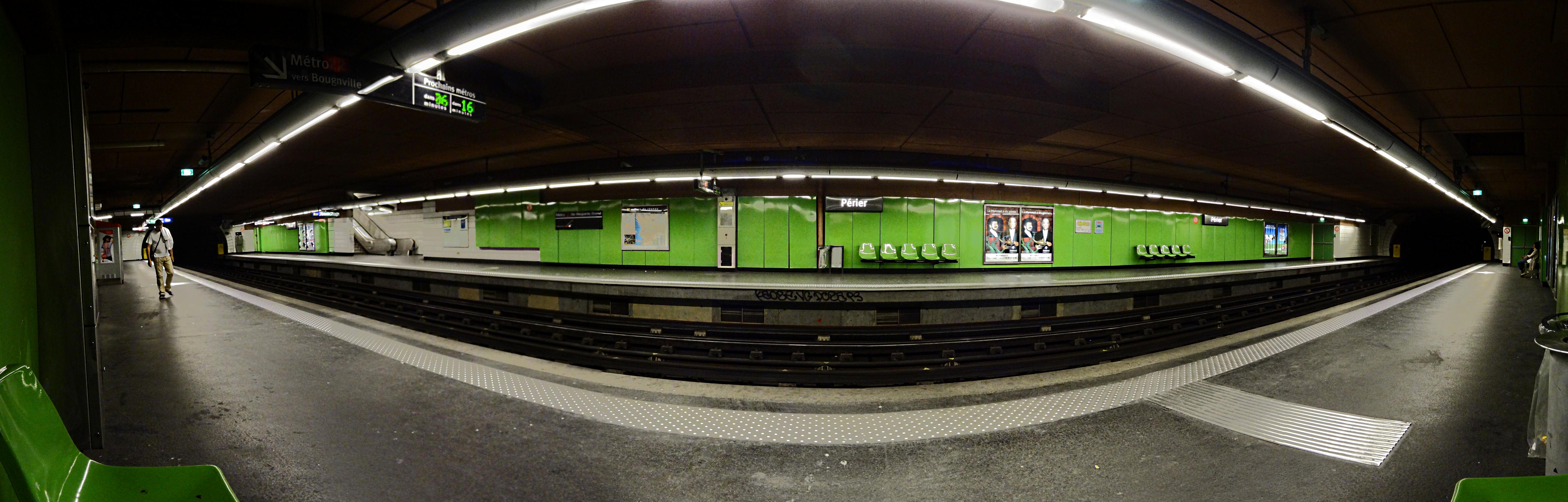
La station, vue en panoramique du quai en direction de Gèze.

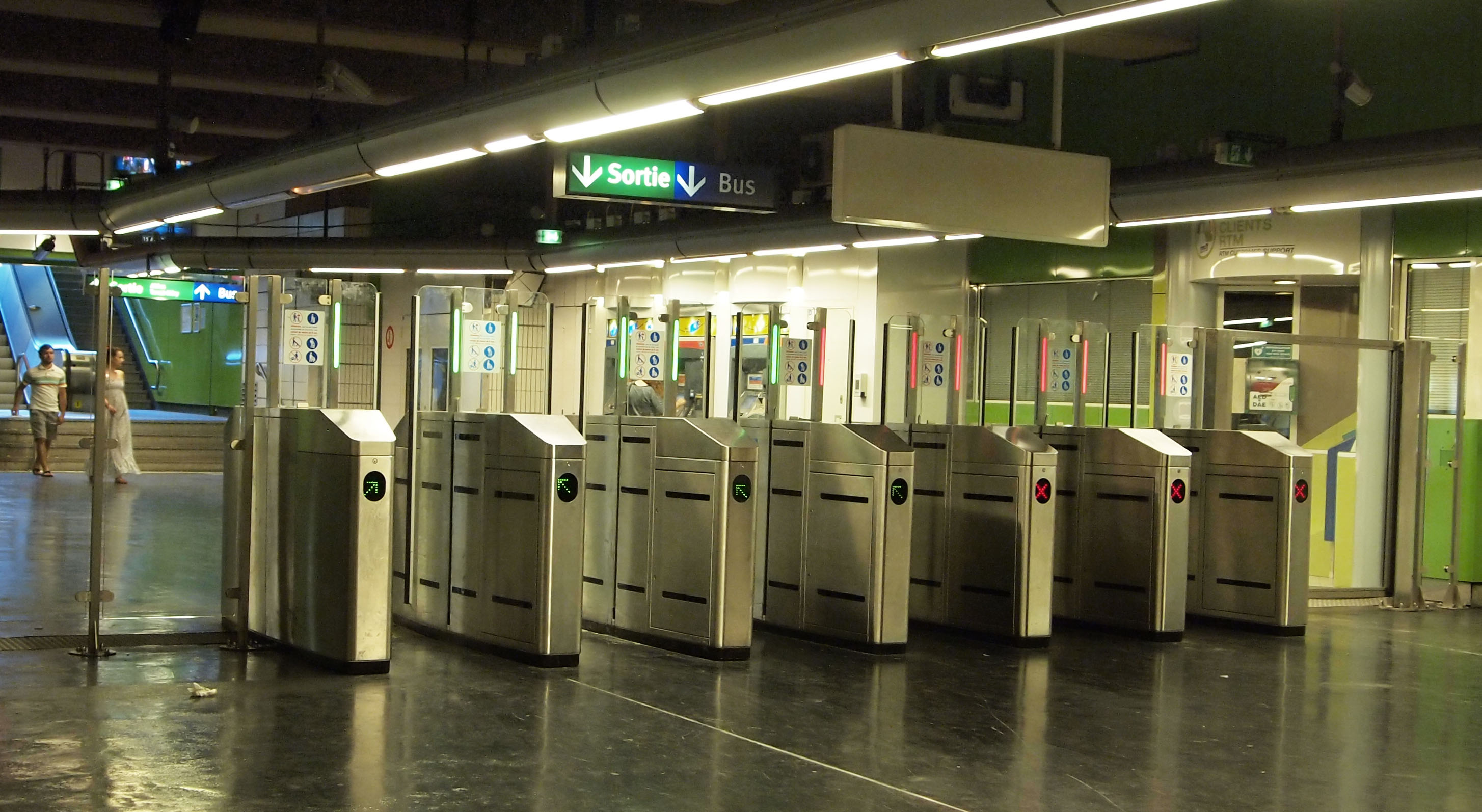
Salle des billets

## Correspondances RTM
Arrêt Prado Périer
- Lignes effectuant un arrêt :      78

Arrêt Périer Prado
- Lignes effectuant un arrêt :

Arrêt Métro Périer
- Ligne faisant terminus :

## Services
- Service assuré du lundi au dimanche de 5h à 1h.
- Distributeurs de titres: possibilité de régler par billets, pièces, carte bancaire.